# ふるカフェ系 ハルさんの休日
『ふるカフェ系 ハルさんの休日』（ふるカフェけい ハルさんのきゅうじつ）は、NHK EテレおよびNHK BSプレミアムで2016年4月より放送されているドラマ仕立ての教養・旅番組。

## 概要
古民家系カフェブロガーの「ハルさん」こと真田ハル（渡部豪太）が、日本全国の古い建築を再利用した古民家カフェを訪ね歩き、建物の魅力、街の歴史をひもといていく。これまで、100軒以上の古民家カフェを訪れている。このほか、カフェの店主をはじめ、地元の方々が「自分の役」で出演している。
2015年8月にパイロット版で2回放送され、2016年4月以降、2022年までは半年に1回のペースで放送されていた。2017年より1月に1時間のスペシャル版も放送されている。
2020年4月からの第5シリーズは、収録期間中に2019新型コロナウイルス感染拡大のためロケが困難となった影響により、5・6月の新作は「ビデオレター」と題して過去に取り上げられたカフェの振り返りならびに近況報告で構成することで凌いでいた。7月中の新作は通常ロケによる放送に戻ったが、その後の感染再拡大の影響からか8月中の2回分は渡部が現地を訪問しない形式（バーチャル入店）で制作され、例年より早くシリーズ終了となった。
2021年4月から第6シリーズが開始されたが、従来の放送枠では『ソーイング・ビー』の放送が継続されるため、放送時間が変更された。当初は6月までの3ヶ月間の放送とされていたが、実際には7月上旬まで放送された。これは2020年東京オリンピック関連の特別編成に伴う措置であったため、2022年度の第7シリーズは半年間の放送に戻った。
2023年4月からは下半期の中断が無くなり、通年番組として放送されたが、2024年度は概ね季節ごとに1 - 2ヶ月間集中的に放送し、その間は『小雪と発酵おばあちゃん』『財前直見の暮らし彩彩』『ネコメンタリー 猫も、杓子も。』などの別番組を挟んで中断する、という放送形態が続いており、「選」扱いのアンコール放送は2024年パリオリンピック期間中のみとなった。
2025年度は2022年以来の上半期のみの放送に戻り、かつ当該時間帯で『小雪と発酵おばあちゃん』（毎月最終週の前の週）と『Eテレであさイチ』（毎月最終週）を月1回放送するため、月2 - 3回の放送となる。
2023年2月24日には、これまで放送された回を収録したDVDが発売された。
第6シリーズまでオープニング映像で流れていた古民家内部は、千葉県富津市金谷の世界遺産白川郷から移築された合掌造り古民家の内部である。そこの銘品カプチーノ珈琲抽出映像。

## 出演者
- 真田 ハル（さなだ・はる）

演 - 渡部豪太
このドラマの主人公で、古き良きカフェを求めて全国各地に出没するブロガー。東京都在住。
カフェに入店する際に玄関前で必ず行うルーティンがあり、店内の写真撮影をする際にも店のスタッフにお伺いを立てている。

## 音楽
- つじあやの - 「なんとなくなんとなく」（ザ・スパイダースのカバー曲）
- 土岐麻子 - 「君に、胸キュン。」（YMOのカバー曲）
- 太田裕美 - 「FUN×4」（大瀧詠一のカバー曲）
- 二階堂和美 - 「ハッとして！GOOD！」（田原俊彦のカバー曲）

## 放送日時
※NHK Eテレを基準とする
- パイロット版
  - 2015年8月21日・8月28日
  - 22:50 - 23:20
- 第1シリーズ
  - 2016年4月6日 - 7月27日
  - 毎週水曜日 23:00 - 23:29
- 第2シリーズ
  - 2017年4月5日 - 9月27日
  - 毎週水曜日 23:00 - 23:29
  - 再放送：毎週日曜日 18:30 - 18:59
- 第3シリーズ
  - 2018年4月4日 - 9月26日
  - 毎週水曜日 23:00 - 23:29
  - 再放送：毎週金曜日 21:00 - 21:29
- 第4シリーズ
  - 2019年4月4日 - 9月26日（8月15日 - 29日は夏季特番のため休止）
  - 毎週木曜日 21:00 - 21:30
  - 再放送：毎週水曜日 12:25 - 12:55
- 第5シリーズ
  - 2020年4月2日 - 8月13日（4月30日・5月7日は特番のため休止）
  - 毎週木曜日 21:00 - 21:30
  - 再放送：毎週水曜日 12:25 - 12:55
- 第6シリーズ
  - 2021年4月1日 - 7月8日
  - 毎週木曜日 22:30 - 22:55
  - 再放送：毎週日曜日 18:30 - 18:55
- 第7シリーズ
  - 2022年4月7日 - 9月22日
  - 毎週木曜日 22:30 - 22:55
  - 再放送：毎週日曜日 18:30 - 18:55、毎週火曜日 13:30 - 13:55
- 第8シリーズ
  - 2023年4月6日 - 2024年3月21日
  - 毎週木曜日 22:30 - 22:55
  - 再放送：毎週日曜日 18:30 - 18:55、（総合）翌週木曜日 11:05 - 11:30
    - 第5シリーズ以前の回を再放送する場合、放送時間を5分拡大する（この場合、翌週の総合テレビでは別番組を放送）。
- 第9シリーズ
  - 2024年4月7日 - 9月22日（4月28日 - 6月16日、7月21日 - 9月1日は中断）
  - 毎週日曜日 18:30 - 18:55
  - 再放送：毎週木曜日 22:30 - 22:55
- 第10シリーズ
  - 2024年11月10日 - 2025年2月16日（12月1日 - 2025年1月26日は中断）
  - 毎週日曜日 18:00 - 18:25
  - 再放送：毎週木曜日 22:30 - 22:55
- 第11シリーズ
  - 2025年4月3日 - 9月11日（予定）
  - 毎月第1・第2木曜日 22:30 - 22:55　※木曜日が5回ある月は第3木曜日も放送
  - 再放送：本放送の翌週日曜日 18:00 - 18:25

## 放送リスト
（※表内のE-○はアンコール放送）

### パイロット版
| 話 | 放送日        | 訪れた場所       | 備考                              |
| -- | ------------- | ---------------- | --------------------------------- |
| 1  | 2015年8月21日 | 千葉県富津市金谷 | 2016年1月2日に再放送。            |
| 2  | 2015年8月28日 | 東京都青梅市     | 2016年1月3日（2日深夜）に再放送。 |

### 第1シリーズ
| 話  | 放送日        | 訪れた場所       | 備考            |
| --- | ------------- | ---------------- | --------------- |
| 1   | 2016年4月6日  | 神奈川県大磯町   |                 |
| 2   | 2016年4月13日 | 栃木県鹿沼市     |                 |
| 3   | 2016年4月20日 | 群馬県高崎市     |                 |
| 4   | 2016年4月27日 | 静岡県沼津市     |                 |
| E-1 | 2016年5月4日  | 東京都青梅市     | パイロット版2話 |
| 5   | 2016年5月11日 | 横浜市緑区中山   |                 |
| 6   | 2016年5月18日 | 埼玉県行田市     |                 |
| 7   | 2016年5月25日 | 神奈川県小田原市 |                 |
| 8   | 2016年6月1日  | 長野県下諏訪町   |                 |
| 9   | 2016年6月8日  | 山梨県甲州市     |                 |
| E-2 | 2016年6月15日 | 千葉県金谷       | パイロット版1話 |
| 10  | 2016年6月22日 | 千葉県茂原市     |                 |
| 11  | 2016年6月29日 | 茨城県結城市     |                 |
| 12  | 2016年7月6日  | 栃木県益子町     |                 |
| 13  | 2016年7月13日 | 埼玉県川口市     |                 |
| 14  | 2016年7月20日 | 千葉県野田市     |                 |
| 15  | 2016年7月27日 | 長野県軽井沢町   |                 |

### 第2シリーズ
| 話  | 放送日        | サブタイトル                                              | 備考            |
| --- | ------------- | --------------------------------------------------------- | --------------- |
| 1   | 2017年4月5日  | 京都・西陣 織物の町に生まれた銭湯カフェ                   |                 |
| 2   | 2017年4月12日 | 東京・墨田区錦糸町 ビルの谷間の狭小古民家は職人技の交差点 |                 |
| 3   | 2017年4月19日 | 神奈川・中央林間 米軍ハウス!謎の和洋折衷                  |                 |
| 4   | 2017年4月26日 | 東京・中野 大都会の人情・二軒長屋                         |                 |
| 5   | 2017年5月3日  | 群馬・桐生 幻の壁画と奇想天外カフェ                       |                 |
| 6   | 2017年5月10日 | 京都・吉田山 数寄者が作った風雅な山荘                     |                 |
| 7   | 2017年5月17日 | 東京・木場 築60年 材木屋さんたちの人情カフェ              |                 |
| 8   | 2017年5月24日 | 神奈川・箱根宮ノ下 老舗旅館の誇りを受け継ぐカフェ         |                 |
| 9   | 2017年5月31日 | 東京・浅草 ワケあり?引っ込み思案なカフェ                  |                 |
| 10  | 2017年6月7日  | 栃木・日光 世界遺産の中にあるカフェ                       |                 |
| 11  | 2017年6月14日 | 茨城・土浦 お城の中にある?カフェ                          |                 |
| E-1 | 2017年6月21日 | 千葉・野田編                                              | 第1シリーズ14話 |
| 12  | 2017年6月28日 | 福島・会津若松 古蔵で味わう会津塗の江戸コーヒー           |                 |
| 13  | 2017年7月5日  | 長野・塩尻市奈良井 古民家の町の古民家カフェ               |                 |
| 14  | 2017年7月12日 | 千葉・流山 森の精霊たち?が作ったアドリブカフェ            |                 |
| E-2 | 2017年7月19日 | 埼玉・川口編                                              | 第1シリーズ13話 |
| 15  | 2017年7月26日 | 宮城・富谷 大正ガールの気概息づく裁縫学校                 |                 |
| 16  | 2017年8月2日  | 福岡・八女 茶どころ・芸どころの記憶を今に                 |                 |
| 17  | 2017年8月9日  | 茨城・大子町 時代先取り!町おこしカフェ                    |                 |
| E-3 | 2017年8月16日 | 栃木・益子編                                              | 第1シリーズ12話 |
| 18  | 2017年8月23日 | 神奈川・茅ヶ崎 湘南!太陽のようなカフェ                    |                 |
| 19  | 2017年8月30日 | 福岡・朝倉地区筑前町 挑戦的な?カフェ                      |                 |
| E-4 | 2017年9月6日  | 山梨・甲州編                                              | 第1シリーズ9話  |
| 20  | 2017年9月13日 | 長野・上田 真田ハル、真田の里へ                           |                 |
| 21  | 2017年9月20日 | 山梨・富士吉田 "神ってる"カフェ                           |                 |
| 22  | 2017年9月27日 | 東京・池上 現代の寺子屋風?カフェ                          |                 |

### 第3シリーズ
| 話  | 放送日        | サブタイトル                                   | 備考           |
| --- | ------------- | ---------------------------------------------- | -------------- |
| 1   | 2018年4月4日  | 東京・あきる野〜棟りょうが挑んだ擬洋風カフェ〜 |                |
| 2   | 2018年4月11日 | 山梨・北杜〜住みたい田舎NO.1の町のカフェ〜     |                |
| E-1 | 2018年4月18日 | 京都・西陣〜織物の町に生まれた銭湯カフェ〜     | 第2シリーズ1話 |
| 3   | 2018年4月25日 | 静岡・浜松〜元スウェーデンの教会カフェ〜       |                |
| E-2 | 2018年5月2日  | 栃木・鹿沼                                     | 第1シリーズ2話 |
| 4   | 2018年5月9日  | 静岡・掛川〜元牛舎のワンダーランドカフェ〜     |                |
| 5   | 2018年5月16日 | 栃木・大田原〜思い出の小学校カフェ〜           |                |
| 6   | 2018年5月23日 | 東京・高尾〜70年代ヴィンテージを楽しむカフェ〜 |                |
| 7   | 2018年5月30日 | 長野・茅野〜縄文ロマンで盛り上がるカフェ〜     |                |
| 8   | 2018年6月6日  | 栃木・黒磯〜ワケあり石造りの銀行カフェ〜       |                |
| 9   | 2018年6月13日 | 高知県・高知市〜どっさり土佐がつまったカフェ〜 |                |
| E-3 | 2018年6月20日 | 神奈川・箱根宮ノ下 老舗旅館の誇り今も          | 第2シリーズ8話 |
| 10  | 2018年6月27日 | 東京・西荻窪〜築90年・都会に残る奇跡のカフェ〜 |                |
| 11  | 2018年7月4日  | 埼玉・伊奈町〜築200年超豪農住宅のカフェ〜      |                |
| 選  | 2018年7月11日 | 栃木・日光 世界遺産の中にあるカフェ            |                |
| 選  | 2018年7月18日 | 福岡・八女〜茶どころ・芸どころの記憶を今に     |                |
| 12  | 2018年7月25日 | 愛知・犬山〜江戸風情が残る町の逆転劇カフェ     |                |
| 13  | 2018年8月1日  | 神奈川・横須賀〜漁師小屋の人生劇場カフェ       |                |
| 14  | 2018年8月8日  | 高知県・香美市〜築100年!挑戦者たちのカフェ     |                |
| 15  | 2018年8月15日 | 愛知・瀬戸〜茶の湯の精神を感じる元農家カフェ   |                |
| 16  | 2018年8月22日 | 北海道・江別〜レンガの楽しみが積まれたカフェ   |                |
| 選  | 2018年8月29日 | 山梨・富士吉田〜"神ってる"カフェ               |                |
| 選  | 2018年9月5日  | 京都・吉田山〜数寄者が作った風雅な山荘         |                |
| 選  | 2018年9月12日 | 宮城・富谷〜大正ガールの気概息づく裁縫学校     |                |
| 17  | 2018年9月19日 | 埼玉・越谷〜難題に挑んだ仲間たちのカフェ       |                |
| 18  | 2018年9月26日 | 埼玉・深谷〜最後の伝統日本家屋カフェ           |                |

### 第4シリーズ
| 話 | 放送日        | サブタイトル                                   | 備考            |
| -- | ------------- | ---------------------------------------------- | --------------- |
| 1  | 2019年4月4日  | 富山・射水市新湊〜びっくり!変形?カフェ〜       |                 |
| 2  | 2019年4月11日 | 埼玉・本庄〜人が集う蔵のカフェ〜               |                 |
| 選 | 2019年4月18日 | 東京・あきる野〜棟りょうが挑んだ擬洋風カフェ〜 | 第3シリーズ1話  |
| 3  | 2019年4月25日 | 福島・大内宿〜10軒で支える茅ぶき屋根のカフェ〜 |                 |
| 選 | 2019年5月2日  | 東京・西荻窪〜築90年・都会に残る奇跡のカフェ〜 | 第3シリーズ10話 |
| 4  | 2019年5月9日  | 富山・氷見市〜正統派の元豪農カフェ〜           |                 |
| 5  | 2019年5月16日 | 福島・白河〜昭和前期の高校生カフェ〜           |                 |
| 6  | 2019年5月23日 | 埼玉・小川町〜2548年？に建てられた巨大カフェ〜 |                 |
| 選 | 2019年5月30日 | 神奈川・茅ヶ崎〜湘南!太陽のようなカフェ〜      | 第2シリーズ18話 |
| 7  | 2019年6月6日  | 兵庫・福崎町〜門の中にある？恩返しカフェ       |                 |
| 8  | 2019年6月13日 | 埼玉・熊谷市妻沼〜本当？と言っちゃうカフェ     |                 |
| 選 | 2019年6月20日 | 北海道・江別〜レンガの楽しみが積まれたカフェ   | 第3シリーズ16話 |
| 9  | 2019年6月27日 | 鳥取・智頭町〜限界集落の、ザ古民家カフェ       |                 |
| 選 | 2019年7月4日  | 神奈川・横須賀〜漁師小屋の人生劇場カフェ       | 第3シリーズ13話 |
| 10 | 2019年7月11日 | 大阪八尾市恩智〜ハルさんはじめてのカフェ指南役 |                 |
| 11 | 2019年7月18日 | 鳥取・鳥取市用瀬町〜窮屈だけど優雅なカフェ     |                 |
| 選 | 2019年7月25日 | 福島・大内宿〜10軒で支える茅ぶき屋根のカフェ〜 | 第4シリーズ3話  |
| 12 | 2019年8月1日  | 東京府中〜築150年変化をおそれなかったカフェ    |                 |
| 13 | 2019年8月8日  | 千葉・館山〜築97年 謎の多い元銀行カフェ        |                 |
| 14 | 2019年9月5日  | 東京奥多摩〜築150年 絶景に意味があるカフェ     |                 |
| 15 | 2019年9月12日 | 東京・下落合〜築90年 奥の深いカフェ            |                 |
| 16 | 2019年9月19日 | 千葉・松戸市矢切〜全財産をかけたカフェ         |                 |
| 17 | 2019年9月26日 | 千葉成田市台方 やってみなきゃわからないカフェ  |                 |

### 第5シリーズ
| 話 | 放送日        | サブタイトル                                        | 備考                       |
| -- | ------------- | --------------------------------------------------- | -------------------------- |
| 1  | 2020年4月2日  | 熊本市〜加藤清正のすごさがわかるカフェ              |                            |
| 2  | 2020年4月9日  | 熊本・阿蘇〜古民家に込められた本当の価値            |                            |
| 3  | 2020年4月16日 | 東京・葛飾〜見えないものを楽しむカフェ              |                            |
| 選 | 2020年4月23日 | 千葉・館山〜築97年 謎の多い元銀行カフェ             | 第4シリーズ13話            |
| 4  | 2020年5月14日 | ビデオレター「小田原市・八尾市」                    | 過去のロケ先からの近況報告 |
| 5  | 2020年5月21日 | ビデオレター「大田区・犬山市」                      | 過去のロケ先からの近況報告 |
| 選 | 2020年5月28日 | 東京府中〜築150年変化をおそれなかったカフェ         | 第4シリーズ12話            |
| 選 | 2020年6月4日  | 神奈川・茅ヶ崎〜湘南!太陽のようなカフェ〜           | 第2シリーズ18話            |
| 6  | 2020年6月11日 | ビデオレター「江東区・富津市」                      | 過去のロケ先からの近況報告 |
| 7  | 2020年6月18日 | ビデオレター「箱根町・白河市」                      | 過去のロケ先からの近況報告 |
| 選 | 2020年6月25日 | 宮城・富谷 大正ガールの気概息づく裁縫学校           | 第2シリーズ15話            |
| 8  | 2020年7月2日  | 滋賀・日野町〜楽しみを見つけるカフェ                | 第3話以来の通常ロケ回      |
| 9  | 2020年7月9日  | 東京・台東区柳橋〜華を隠したカフェ                  |                            |
| 選 | 2020年7月16日 | 茨城・大子町〜時代先取り!町おこしカフェ〜           | 第2シリーズ17話            |
| 10 | 2020年7月23日 | 滋賀・彦根〜想像以上の武家屋敷カフェ                |                            |
| 選 | 2020年7月30日 | 福岡・朝倉地区筑前町〜挑戦的な?カフェ〜             | 第2シリーズ19話            |
| 11 | 2020年8月6日  | 東京・板橋〜築105年商店街に残る珍しいレンガカフェ〜 | 渡部の現地訪問なし         |
| 12 | 2020年8月13日 | 東京・東村山〜トリックだらけのカフェ〜              | 渡部の現地訪問なし         |

### 第6シリーズ
| 話 | 放送日        | サブタイトル                                         | 備考                                    |
| -- | ------------- | ---------------------------------------------------- | --------------------------------------- |
| 1  | 2021年4月1日  | 愛媛・松山〜築125年 港町を救った商家カフェ           | 4月29日「選」扱い、2022年4月7日に再放送 |
| 2  | 2021年4月8日  | 東京・国分寺〜住宅街にたたずむ幻の建築カフェ〜       | 5月13日にも「選」扱いで放送             |
| 3  | 2021年4月15日 | 愛媛・大洲〜築82年 へこたれないカフェ〜              |                                         |
| 4  | 2021年4月22日 | 東京・八王子 築100年・関東大震災を生き延びた蔵カフェ | 6月3日にも「選」扱いで放送              |
| 5  | 2021年5月6日  | 神奈川・藤沢〜築135年 華麗なる転身カフェ             | 6月27日の再放送枠にも「選」扱いで放送   |
| 6  | 2021年5月20日 | 神奈川・横浜〜粋な遊び心!元料亭旅館のカフェ〜        |                                         |
| 7  | 2021年5月27日 | 埼玉・坂戸〜築154年 家族を守ってきたカフェ           |                                         |
| 8  | 2021年6月10日 | 埼玉・川越〜小江戸の粋がわかるカフェ                 |                                         |
| 9  | 2021年6月17日 | 福島・二本松〜城郭内の素敵な洋館カフェ！             |                                         |
| 10 | 2021年7月1日  | 千葉・長南町〜1日6組限定 里山にある日本家屋カフェ    |                                         |
| 11 | 2021年7月8日  | 山梨・笛吹〜南仏みたいな桃源郷のカフェ               |                                         |

### 第7シリーズ
| 話 | 放送日        | サブタイトル                                        | 備考                       |
| -- | ------------- | --------------------------------------------------- | -------------------------- |
| 1  | 2022年4月7日  | 大分・別府〜温泉町を支えた地域診療所カフェ          | 9月8日にも「選」扱いで放送 |
| 2  | 2022年4月14日 | 島根・出雲〜アーケード街に違和感!大正時代カフェ     |                            |
| 3  | 2022年4月21日 | 茨城・つくば〜昭和初期のモダン郵便局カフェ          |                            |
| 選 | 2022年4月28日 | 千葉・長南町〜1日6組限定 里山にある日本家屋カフェ   | 第6シリーズ10話            |
| 4  | 2022年5月5日  | 大分・竹田〜城下町再生のきっかけとなった銭湯カフェ  |                            |
| 5  | 2022年5月12日 | 茨城・古河〜築89年 木々に隠れた商店建築のカフェ     |                            |
| 選 | 2022年5月19日 | 福島・二本松〜城郭内の素敵な洋館カフェ！            | 第6シリーズ9話             |
| 6  | 2022年5月26日 | 島根・温泉津〜華麗なる、大正モダンなカフェ          |                            |
| 7  | 2022年6月2日  | 栃木・那須〜高原のまさかの元○○カフェ！              |                            |
| 8  | 2022年6月9日  | 岩手・花巻〜宮沢賢治が愛した花壇を愛でるカフェ      |                            |
| 選 | 2022年6月16日 | 愛媛・大洲〜築82年 へこたれないカフェ〜             | 第6シリーズ3話             |
| 9  | 2022年6月23日 | 新潟・上越〜築139年 上越名家を今に伝えるカフェ      |                            |
| 選 | 2022年6月30日 | 神奈川・横浜〜粋な遊び心!元料亭旅館のカフェ〜       | 第6シリーズ6話             |
| 10 | 2022年7月7日  | 岩手・金ヶ崎〜武家屋敷の中のモダンカフェ            |                            |
| 選 | 2022年7月14日 | 埼玉・坂戸〜築154年 家族を守ってきたカフェ          | 第6シリーズ7話             |
| 11 | 2022年7月21日 | 愛知・名古屋〜時を超えた映えるカフェ                |                            |
| 12 | 2022年7月28日 | 愛知・常滑〜築100年アップサイクルし続ける迷宮カフェ |                            |
| 選 | 2022年8月4日  | 山梨・笛吹〜南仏みたいな桃源郷のカフェ              | 第6シリーズ11話            |
| 13 | 2022年8月11日 | 岐阜・飛騨古川〜時代をつなぐ、大正ロマンのカフェ    |                            |
| 選 | 2022年8月18日 | 埼玉・川越〜小江戸の粋がわかるカフェ                | 第6シリーズ8話             |
| 14 | 2022年8月25日 | 岡山・児島〜年がかりのDIY!棚田のカフェ              |                            |
| 15 | 2022年9月1日  | 岐阜・飛騨神岡〜木の匠の技がすごいカフェ            |                            |
| 16 | 2022年9月15日 | 岡山・倉敷美観地区〜商人の町の歴史カフェ            |                            |
| 17 | 2022年9月22日 | 東京・檜原村〜籠(かご)で診察する医者殿のカフェ      |                            |

### 第8シリーズ
| 話 | 放送日         | サブタイトル                                          | 備考                              |
| -- | -------------- | ----------------------------------------------------- | --------------------------------- |
| 1  | 2023年4月6日   | 栃木・さくら市喜連川〜キツネにつままれたカフェ〜      | 2024年3月28日にも「選」扱いで放送 |
| 2  | 2023年4月13日  | 千葉・流山〜ふたたび輝くカフェ                        |                                   |
| 3  | 2023年4月20日  | 長崎・波佐見町〜築97年、新たな文化を作ったカフェ      |                                   |
| 選 | 2023年4月27日  | 神奈川・藤沢〜築135年 華麗なる転身カフェ              | 第6シリーズ5話                    |
| 4  | 2023年5月4日   | 山梨・山梨市〜いろいろと長いカフェ                    |                                   |
| 5  | 2023年5月11日  | 山口・萩〜おもしろきこともなき世をおもしろくカフェ    |                                   |
| 選 | 2023年5月18日  | 埼玉・坂戸〜築154年 家族を守ってきたカフェ            | 第6シリーズ7話                    |
| 6  | 2023年5月25日  | 山口・山口市〜職人魂が息づくカフェ                    |                                   |
| 選 | 2023年6月1日   | 島根・出雲〜アーケード街に違和感!大正時代カフェ       | 第7シリーズ2話                    |
| 7  | 2023年6月8日   | 兵庫・丹波篠山〜こだわりでつながるカフェ              |                                   |
| 選 | 2023年6月15日  | 茨城・つくば〜昭和初期のモダン郵便局カフェ            | 第7シリーズ3話                    |
| 8  | 2023年6月22日  | 秋田・横手市増田〜270年が隠されたカフェ               |                                   |
| 9  | 2023年6月29日  | 兵庫・三田〜偶然が重なったカフェ                      |                                   |
| 選 | 2023年7月6日   | 大分・竹田〜城下町再生のきっかけとなった銭湯カフェ    | 第7シリーズ4話                    |
| 10 | 2023年7月13日  | 秋田・羽後町〜ひとつ屋根の下のカフェ                  |                                   |
| 選 | 2023年7月20日  | 埼玉・川口編                                          | 第1シリーズ13話                   |
| 11 | 2023年7月27日  | 北海道・函館〜昭和モダン! 函館文化の殿堂カフェ        |                                   |
| 選 | 2023年8月3日   | 茨城・古河〜築89年 木々に隠れた商店建築のカフェ       | 第7シリーズ5話                    |
| 12 | 2023年8月10日  | 群馬・富岡〜未来へ!山と紡いでゆくカフェ               |                                   |
| 13 | 2023年8月17日  | 北海道・松前〜築192年 船が運んできたカフェ            |                                   |
| 選 | 2023年8月24日  | 島根・温泉津〜華麗なる、大正モダンなカフェ            | 第7シリーズ6話                    |
| 14 | 2023年8月31日  | 福井・小浜〜築208年! 北前船商人の豪邸カフェ           |                                   |
| 15 | 2023年9月7日   | 群馬・東吾妻〜築245年! "ひと"思いに小さくなったカフェ |                                   |
| 選 | 2023年9月14日  | 栃木・那須〜高原のまさかの元○○カフェ!                 | 第7シリーズ7話                    |
| 16 | 2023年9月21日  | 和歌山・海南市黒江〜漆器の記憶が残るカフェ            |                                   |
| 選 | 2023年9月28日  | 岩手・花巻〜宮沢賢治が愛した花壇を愛でるカフェ        | 第7シリーズ8話                    |
| 17 | 2023年10月5日  | 福井・敦賀〜夢の鉄道こだわりカフェ〜                  |                                   |
| 18 | 2023年10月12日 | 和歌山・紀の川市粉河〜止まった時が動くカフェ          |                                   |
| 選 | 2023年10月19日 | 新潟・上越〜築139年 上越名家を今に伝えるカフェ        | 第7シリーズ9話                    |
| 19 | 2023年10月26日 | 広島・世羅町〜いきあたりバッチリなカフェ              |                                   |
| 選 | 2023年11月2日  | 岩手・金ヶ崎〜武家屋敷の中のモダンカフェ              | 第7シリーズ10話                   |
| 20 | 2023年11月9日  | 三重・伊勢〜"おかげさま"のカフェ                      |                                   |
| 選 | 2023年11月16日 | 愛知・名古屋〜時を超えた映えるカフェ                  | 第7シリーズ11話                   |
| 21 | 2023年11月23日 | 広島・福山市鞆の浦 龍馬×宮崎駿のコラボ? カフェ        |                                   |
| 22 | 2023年11月30日 | 三重・いなべ〜同じ釜の飯を食べたいカフェ              |                                   |
| 選 | 2023年12月7日  | 愛知・常滑〜築100年アップサイクルし続ける迷宮カフェ   | 第7シリーズ12話                   |
| 23 | 2023年12月14日 | 岡山・高梁〜赤々と燃えるカフェ                        |                                   |
| 24 | 2023年12月21日 | 東京・多摩〜ラーメンで自由自在な団地                  |                                   |
| 選 | 2023年12月28日 | 岐阜・飛騨古川〜時代をつなぐ、大正ロマンのカフェ      | 第7シリーズ13話                   |
| 25 | 2024年1月4日   | 岡山・真庭〜クセがスゴい! カフェ                      |                                   |
| 選 | 2024年1月11日  | 岡山・児島〜年がかりのDIY!棚田のカフェ                | 第7シリーズ14話                   |
| 26 | 2024年1月18日  | 栃木・栃木市〜プカプカしてフカフカするカフェ          |                                   |
| 27 | 2024年1月25日  | 北海道・札幌〜かくれんぼしているカフェ                |                                   |
| 選 | 2024年2月1日   | 岐阜・飛騨神岡〜木の匠の技がすごいカフェ              | 第7シリーズ15話                   |
| 28 | 2024年2月8日   | 佐賀・佐賀市〜佐賀市をさがしているカフェ              |                                   |
| 選 | 2024年2月15日  | 岡山・倉敷美観地区〜商人の町の歴史カフェ              | 第7シリーズ16話                   |
| 29 | 2024年2月22日  | 北海道・小樽〜キャンバスに描くカフェ                  |                                   |
| 30 | 2024年2月29日  | 香川・三豊〜うどん以外! 香川名物が潜むカフェ          |                                   |
| 選 | 2024年3月7日   | 東京・檜原村〜籠(かご)で診察する医者殿のカフェ        | 第7シリーズ17話                   |
| 31 | 2024年3月14日  | 佐賀・嬉野〜出会えてうれしの! 元銀行カフェ            |                                   |
| 32 | 2024年3月21日  | 香川・観音寺〜一世紀潤い続けるカフェ                  |                                   |

### 第9シリーズ
| 話 | 放送日        | サブタイトル                                     | 備考                              |
| -- | ------------- | ------------------------------------------------ | --------------------------------- |
| 1  | 2024年4月7日  | 長野・伊那〜天竜の春を松カフェ                   |                                   |
| 2  | 2024年4月14日 | 東京・谷中〜時を継ぎ花と咲くカフェ               |                                   |
| 3  | 2024年4月21日 | 宮崎・都城〜あつかいがすごいカフェ               |                                   |
| 4  | 2024年4月28日 | 長野・長和町〜"かたいいし"の旅籠カフェ           |                                   |
| 5  | 2024年6月23日 | 千葉・津田沼〜宝探しの実家カフェ                 |                                   |
| 6  | 2024年6月30日 | 宮崎・日南市日南〜山林王のなんじゃもんじゃカフェ |                                   |
| 7  | 2024年7月7日  | 東京・府中〜幾多の思いが"くみこ"まれたカフェ     |                                   |
| 8  | 2024年7月14日 | 東京・入谷〜築96年東京型銭湯カフェ               |                                   |
| 選 | 2024年8月1日  | 群馬・富岡〜未来へ!山と紡いでゆくカフェ          | 第8シリーズ12話、木曜再放送枠のみ |
| 選 | 2024年8月8日  | 佐賀・嬉野〜出会えてうれしの! 元銀行カフェ       | 第8シリーズ31話、木曜再放送枠のみ |
| 選 | 2024年8月15日 | 香川・観音寺〜一世紀潤い続けるカフェ             | 第8シリーズ32話、木曜再放送枠のみ |
| 9  | 2024年9月8日  | 山形・大石田町〜山奥にそびえる“えん”なカフェ     |                                   |
| 10 | 2024年9月15日 | 愛知・豊田〜常連さんがいきすぎるカフェ           |                                   |
| 11 | 2024年9月22日 | 山形・東根市〜蔵王国のキメラなカフェ             |                                   |

### 第10シリーズ
| 話 | 放送日         | サブタイトル                                     | 備考 |
| -- | -------------- | ------------------------------------------------ | ---- |
| 1  | 2024年11月10日 | 奈良・奈良市〜工場の正倉院カフェ                 |      |
| 2  | 2024年11月17日 | 愛知・知多〜無理しないパワーカフェ               |      |
| 3  | 2024年11月24日 | 奈良・河合町〜サロンの神様カフェ                 |      |
| 4  | 2025年2月2日   | 北海道・由仁町〜マイシルクロードを切り開くカフェ |      |
| 5  | 2025年2月9日   | 横浜市瀬谷〜夢のおもてなしカフェ                 |      |
| 6  | 2025年2月16日  | 北海道・室蘭〜過去と未来のエネルギーカフェ       |      |

### 第11シリーズ
| 話 | 放送日        | サブタイトル                                     | 備考                             |
| -- | ------------- | ------------------------------------------------ | -------------------------------- |
| 1  | 2025年4月3日  | 静岡・磐田〜お茶でつながる団らんカフェ           |                                  |
| 2  | 2025年4月10日 | 奈良・御所〜世界につながるカフェ                 | 2024年8月7日にも「選」扱いで放送 |
| 3  | 2025年5月1日  | 静岡・浜松〜家康さんの休日カフェ                 |                                  |
| 4  | 2025年5月8日  | 群馬・みどり市大間々〜風と共に去らなかったカフェ |                                  |
| 5  | 2025年5月15日 | 和歌山・広川町〜アイデアをあみ出すカフェ         |                                  |
| 6  | 2025年6月5日  | 群馬・甘楽町〜昔も今もハブのカフェ               |                                  |
| 7  | 2025年6月12日 | 神奈川・逗子〜おもてなシネマの昭和サロン         |                                  |
| 8  | 2025年7月3日  | 神奈川・葉山町〜御用邸に寄り添うカフェ           |                                  |
| 9  | 2025年7月10日 | 青森・八戸〜くら替えを繰り返したカフェ           |                                  |
| 10 | 2025年7月17日 | 青森・十和田〜梁がカンガイ深いカフェ             |                                  |

### スペシャル版
| 放送日       | タイトル                      | 訪れた場所       | 放送時間      | 備考                                       |
| ------------ | ----------------------------- | ---------------- | ------------- | ------------------------------------------ |
| 2017年1月3日 | 金沢・お茶屋・武家屋敷!       | 石川県金沢市     | 21:00 - 21:59 |                                            |
| 2018年1月1日 | 鹿児島・西郷どんのふるさとへ  | 鹿児島県鹿児島市 | 22:00 - 22:59 | 大河ドラマ『西郷どん』PRの一環として放送。 |
| 2020年1月2日 | 千葉・金谷 カフェ復興物語     | 千葉県富津市金谷 | 21:30 - 22:15 | パイロット版第1話のロケ先への再訪問        |
| 2021年1月2日 | 台湾スペシャル                | 台湾・台北市     | 20:45 - 21:30 | 番組初の海外進出。渡部の現地訪問なし。     |
| 2022年1月3日 | 移住者たちの街づくり          | 宮城県栗原市     | 16:15 - 17:00 |                                            |
| 2023年1月3日 | 飛騨・薬草の町 幕末の婚礼料理 | 岐阜県飛騨市     | 22:00 - 22:45 |                                            |

### スペシャルドラマ
| 放送日        | タイトル                                    | 放送波       | 放送時間      | 訪れた場所 | 備考 |
| ------------- | ------------------------------------------- | ------------ | ------------- | ---------- | ---- |
| 2019年5月15日 | ふるカフェ系ハルさんの休日 スペシャルドラマ | BSプレミアム | 22:00 - 23:00 |            |      |